# HMS Decoy (H75)
L'HMS Decoy (pennant number: H75; motto: Cave quod celo, "Attento a ciò che nascondo"; stemma: un logoro per falchi d'oro in campo verde) è stato un cacciatorpediniere classe D della Royal Navy britannica, che partecipò alla seconda guerra mondiale. Venne impostato nei cantieri John I. Thornycroft & Company il 25 giugno 1931, varato il 7 giugno 1932 ed entrò in servizio il 4 aprile 1933.

## Servizio
Al momento dell'ingresso in servizio nel 1933 venne assegnato alla Mediterranean Fleet nel settembre 1939 assieme alla 21st Destroyer Flotilla. Dopo aver partecipato a missioni anti-sommergibile e di scorta a convogli, fu inviato nell'Atlantico settentrionale.
Nell'aprile 1943 fu trasferito alla Royal Canadian Navy col nome di HMCS Kootenay, con compiti di scorta ai convogli.
Fu smantellato nel gennaio 1946.